# Berghof (Nederland)
Berghof (Limburgs: Berghäöf) is een buurtschap ten westen van Wijlre in de gemeente Gulpen-Wittem in de Nederlandse provincie Limburg. De buurtschap ligt boven op het plateau van Margraten achter de Keutenberg en is vanuit Wijlre via de steile Doodemansweg te bereiken. Onderaan de helling ligt Stokhem. Ten zuidoosten van Berghof snijdt het droogdal Abelschegrub in op het plateau, ten noordoosten de Gronzedelle en ten noordwesten de Kleingracht.
Typerend voor Berghof zijn de grote carréboerderijen, gebouwd van mergelsteen. Bij een staat nog een oud bakhuis.

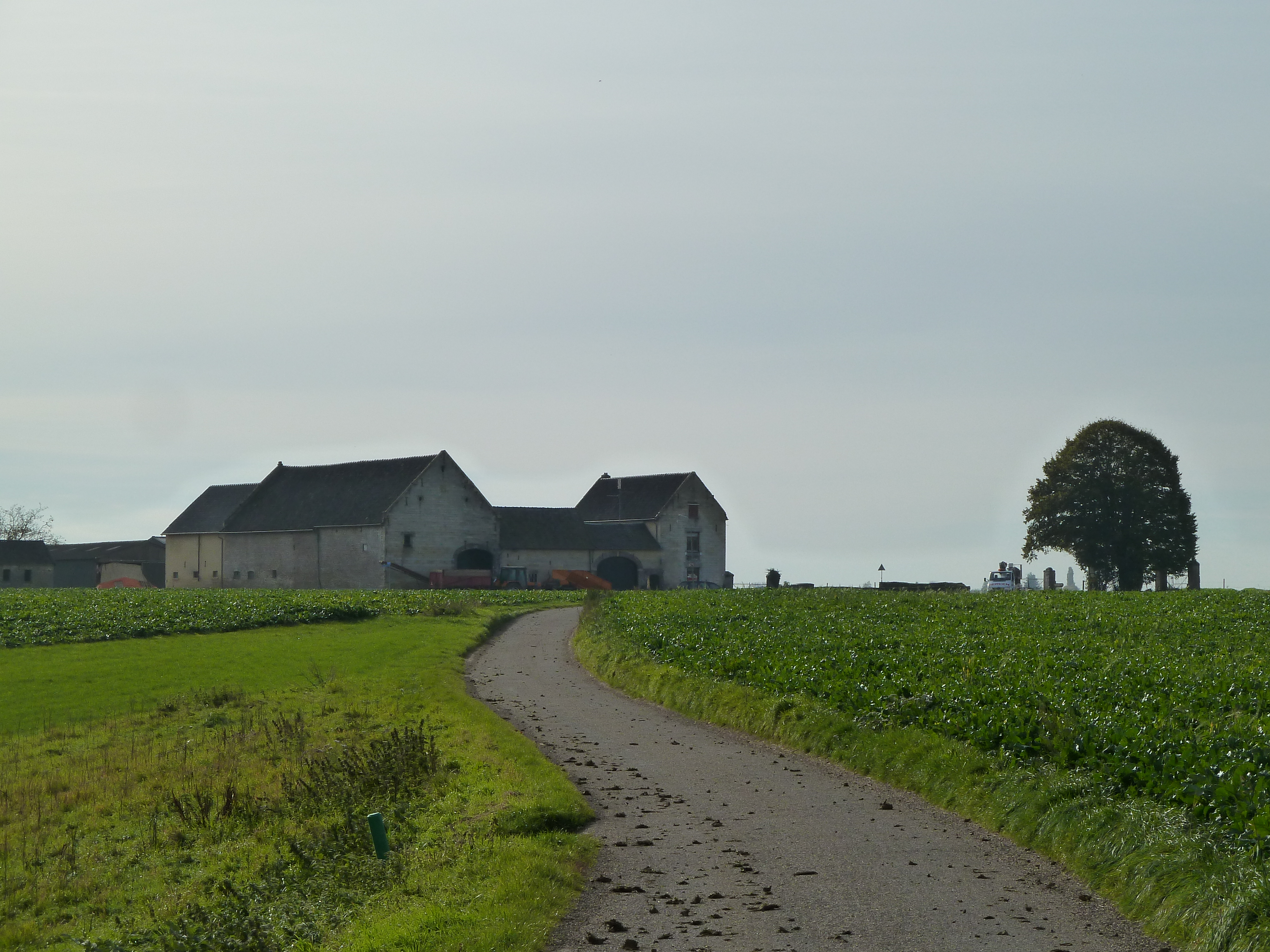
Zicht op de kruising van de Doodemansweg met de Keutenbergweg en de Bergweg
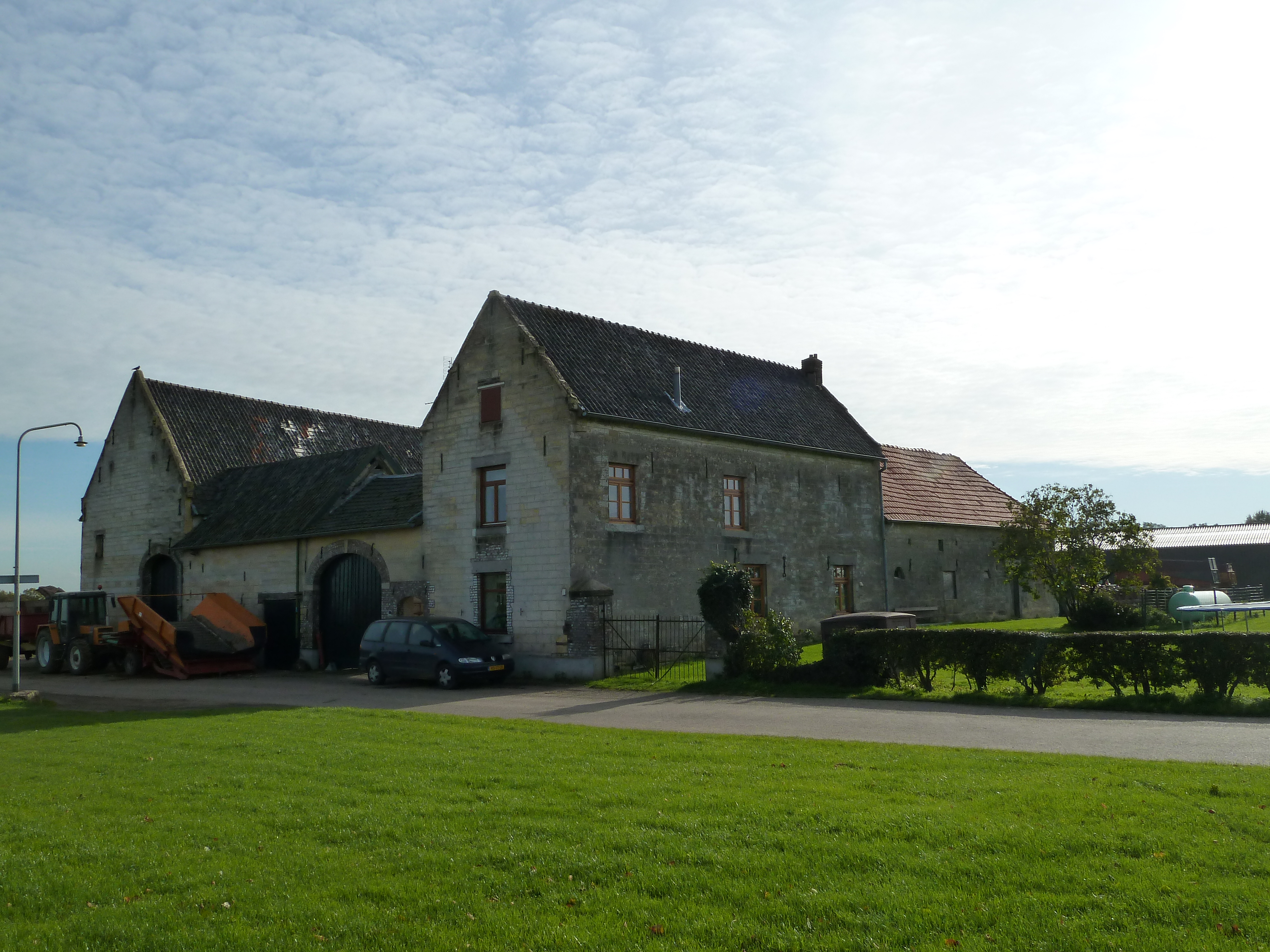
Vierkantshoeve
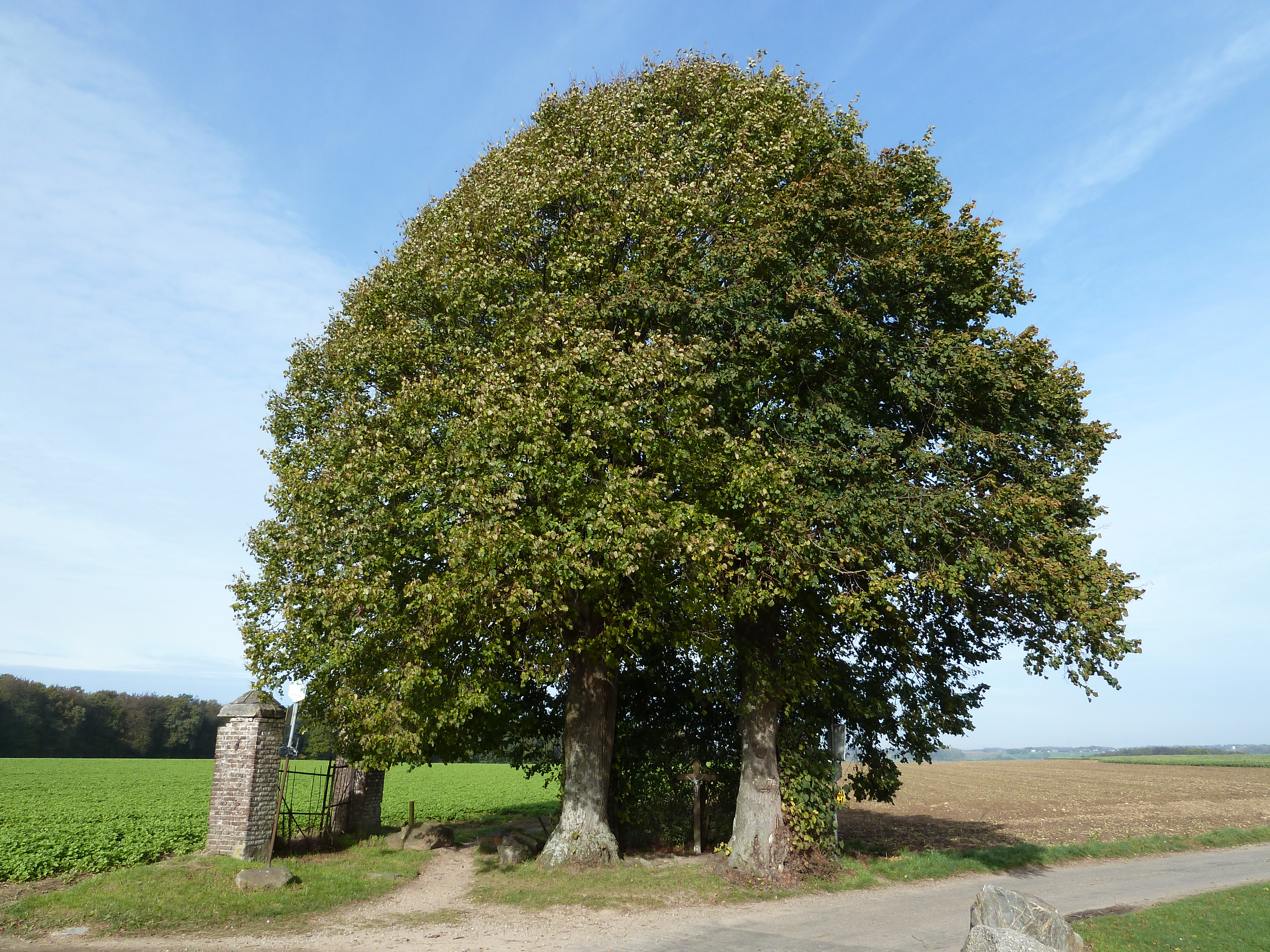
Wegkruis bovenaan de Dodemansweg
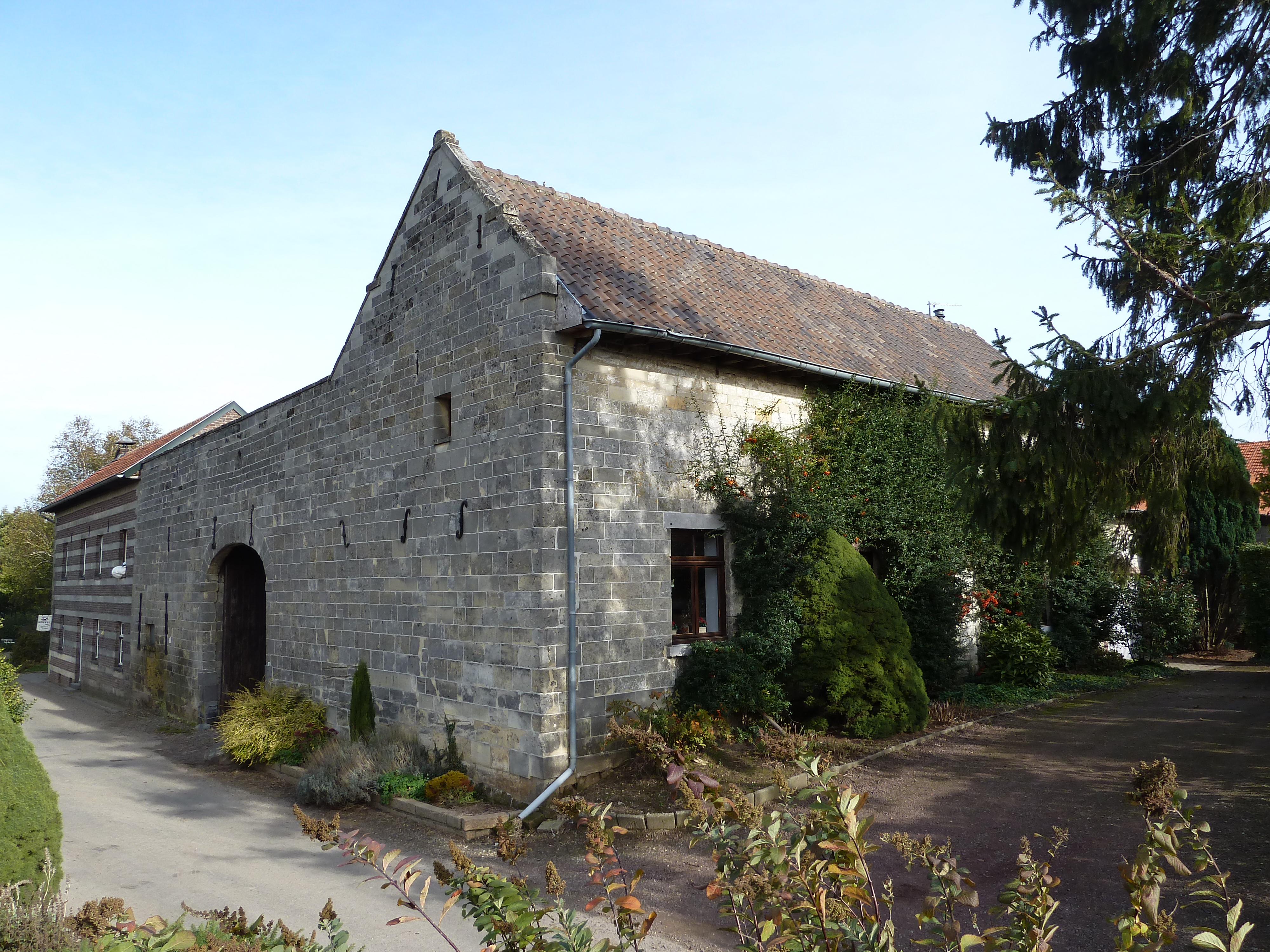
Vierkantshoeve 't Bakhuis

Dorpen: Epen · Eys · Gulpen · Mechelen · Nijswiller · Partij-Wittem · Reijmerstok · Slenaken · Wahlwiller · Wijlre

Gehuchten en buurtschappen: Beertsenhoven · Berghem · Berghof · Beutenaken · Billinghuizen · Bissen · Bommerig · Broek · Cartils · Crapoel · Dal · Diependal · Elkenrade · Elzet · Eperheide · Etenaken · Euverem · Eyserhalte · Eyserheide · Gracht Burggraaf · Heijenrath · Helle · Hilleshagen · Höfke · Hoogcruts · Hurpesch · De Hut · Ingber · Kapolder · Kleeberg · Klein-Kullen · Klein-Kuttingen · Kosberg · Kuttingen · Landsrade · Overeys · Overgeul · Partij · Pesaken · De Piepert · Plaat · Schilberg · Schweiberg · Sinselbeek · Stokhem · Terpoorten · Terziet · Trintelen · Waterop · Wittem

Limburg: Steden en dorpen      Nederland: Provincies · Gemeenten